# Stazione di Calasetta
Stazione di Calasetta 1974-ben bezárt vasútállomás Olaszországban, Szardínia régióban, Calasetta településen.

## Vasútvonalak
Az állomást az alábbi vasútvonalak érintették:
- Siliqua-San Giovanni Suergiu-Calasetta-vasútvonal

## Kapcsolódó állomások
A vasútállomáshoz az alábbi állomások vannak a legközelebb: 
- Stazione di Cussorgia